# Hort (Heves)
Hort es un pueblo húngaro perteneciente al distrito de Hatvan, condado de Heves.

## Superficie
Cuenta con una superficie de 43,09 km².

## Demografía
Hasta 2024 la población era de 3531 habitantes, con una densidad de población de 81,94 hab/km².
| Gráfica de evolución demográfica de Hort entre 2020 y 2024 |
|                                                            |
| Datos según la Oficina Central de Estadística de Hungría.  |